# Tóth Tihamér (jogász)
Tóth Tihamér (Zalaegerszeg, 1971. május 25. –) magyar jogász, egyetemi tanár, az Európai Unió Törvényszékének bírája 2022. június 30-tól. Kinevezése 2028. augusztus 31-ig tart.

## Szakmai pályája
Gimnáziumi tanulmányait a zalaegerszegi Ságvári Endre Gimnáziumban folytatta, 1989-ben érettségizett.
A Szegedi Tudományegyetemen 1994-ben szerzett jogi diplomát, majd ugyanitt doktori tanulmányokat folytatott, jogi doktori értekezését 2001-ben védte meg.
1994-ben a Nemzetközi Gazdasági Kapcsolatok Minisztérium, később az Ipari és Kereskedelmi Minisztérium, majd a Külügyminisztérium keretein belül működő Európai Ügyek Hivatalánál dolgozott. 1997-2001 között a Gazdasági Versenyhivatal Nemzetközi Irodáján vizsgáló, 2001-től 2003-ig a Gazdasági Versenyhivatal Versenytanácsának tagja. 2003-tól 2009-ig a Versenytanács elnöki, egyben a Gazdasági Versenyhivatal elnökhelyettesi pozícióját töltötte be.
2010 januárjában ügyvédként csatlakozott a Réczicza White & Case LLP Ügyvédi Iroda - 2015-től Dentons - budapesti irodájának európai uniós, versenyjogi és szabályozott iparágakkal foglalkozó csoportjához. 
Tóth Tihamér a Pázmány Péter Katolikus Egyetem Jog- és Államtudományi Karának (PPKE JÁK) oktatója 1999 és 2010 között, 2010-től 2013-ig kutatási és külügyi, 2013-tól 2014-ig oktatásügyi, majd 2015-től külügyi dékánhelyettes. Ezen az egyetemen 2018-ban egyetemi tanárnak nevezték ki, versenyjogot és fogyasztóvédelmet oktat jogász, szakjogász és doktori iskolás képzésben részt vevő hallgatóknak magyar és angol nyelven. 2019 és 2022 között versenyjogi tanszékvezető is egyúttal.
Tóth Tihamér elnöke a Versenyjogi Kutatóközpont Tudományos Tanácsának, tagja a Nemzetközi Versenyjogi Szövetség Tudományos Bizottságának. Főszerkesztője a Támogatásokat Vizsgáló Iroda és a PPKE JÁK közös kiadásában megjelenő Állami Támogatások Jogának, szerkesztőbizottsági tagja a Gazdasági Versenyhivatal Versenytükör című szaklapjának.
Számos versenyjogi mű és írás szerzője.

## Magánélete
Házas, négy gyermeke van.

## Forrás
- https://curia.europa.eu/jcms/upload/docs/application/pdf/2022-07/cp220118hu.pdf
- https://www.jogiforum.hu/hir/2022/07/08/magyar-biro-lepett-hivatalba-az-europai-unio-torvenyszeken-toth-tihamer-berke-barnat-valtja-a-biroi-szekben/

1. 1 2  PIM-névtér. (Hozzáférés: 2022. december 2.)
2. ↑  a születési helyből következtetve